# Wilde Zeiten (Band)
Wilde Zeiten war eine 2004 gegründete Punkrock-Band aus Mainz, Rheinland-Pfalz. Die Band hatte sich einen hohen Bekanntheitsstatus in der deutschen Punk-Szene erarbeitet. Sie spielte unter anderem auf dem Force Attack, Punk im Pott und dem Spirit from the Streets vor bis zu 9000 Zuschauern.

## Geschichte
Die Band wurde 2004 von Michel (ehemals Untergangskommando) und Matze (ehemals Nichts gelernt) gegründet. Bereits 2004 wurden einige Konzerte gespielt, 2005 ging es bereits auf Deutschland-Tour und es wurden Konzerte gemeinsam mit Betontod oder Planlos gespielt. Anfangs wurden einige Lieder von Michels alter Band Untergangskommando aufgrund des Mangels an eigenen Liedern gespielt, mittlerweile sind es nur noch wenige, da bereits vier Studioalben veröffentlicht wurden.
Ihre größten Erfolge hatte die Band mit Liedern wie Du bist Nazi, 5 Sterne Punks, Liebesbrief oder 1000 Meilen. Das bekannteste Lied im Live-Set ist jedoch wohl nach wie vor das Untergangskommando-Lied Punk & Polizei.
Ihre Texte handeln vorwiegend von Spaß, Gemeinschaftsgefühl und Party, wobei es auch politische Lieder gibt.
Die Platten der Punkrockband erscheinen beim selbstverwalteten Label Rheinmusikproduktion und dem Vertrieb Broken Silence.
Anfang 2013 verließ Schlagzeuger David nach fast 7 Jahren die Band, der durch Mezzo ersetzt wurde, der zuvor bei der Frankfurt Deutschpunk-Band Straftat spielte. Dieser verließ jedoch nach einem Jahr die Band, aktueller Schlagzeuger ist Alex B.
Am 7. Mai 2017 gab die Band die Auflösung nach der aktuellen Konzertserie auf ihrer Webseite bekannt. Am 9. August 2023 verkündeten sie auf ihrer Webseite ihr Comeback.

## Diskografie

### Alben
- 2005: Fünf Sterne Punks
- 2006: Auf dem goldenen Weg
- 2008: Aufgeräumt wird später
- 2010: Mit Vollgas durch die Nacht - live (USB-Stick)
- 2011: Atomparty
- 2013: Punkrock - 10 Jahre Best Of (Punk im Pott Spezial Ausgabe)

### Singles
- 2004: Könige der Nacht
- 2004: Für immer Mainz 05
- 2005: Frohe Weihnachten
- 2006: Ein Gruß aus Mainz
- 2008: Gute Freunde...
- 2009: Nazi alter
- 2009: 1000 Meilen Party EP
- 2011: Wir sind Mainz
- 2011: Wir lassen uns das Feiern nicht verbieten
- 2012: Uns kann nichts mehr passieren
- 2012: Die Moorsoldaten
- 2012: Telefon
- 2013: Unser Weg

### Sampler
- 2005: Die deutsche Punkinvasion V (Beitrag: „Hallo Deutschland“)
- 2006: Wir sind Bruchweg (Beitrag: „Einmal Mainzer, immer Mainzer“)
- 2006: Wir lassen uns das Dagegensein nicht verbieten (Beitrag: „Du bist Nazi“)
- 2006: Hart & Schäbbich 2006 (Beiträge: „Ist das zu viel“ + „Weg ans Meer“)
- 2007: Gemeinsam gegen Rechts - Die rote Schulhof-CD (Beitrag: „Du bist Nazi“)
- 2008: Mainz 05 - Unsere besten Songs 2008 (Beitrag: „Für immer Mainz 05“ + „Einmal Mainzer, Immer Mainzer“ + „Ole Ole“)
- 2009: Wir sind Rock'n'Roll Kids (Beitrag: „If you're happy“)
- 2009: Zaunpfahl Tribut - Wir machen nur ein bisschen Subkultur (Beitrag: „Werkzeuge“)
- 2013: Dritte Wahl Tribut - 25 Jahre, 25 Bands (Beitrag: „Danke“)
- 2015: Untergangskommando-Tribut (Beitrag: „Skandal im Vatikan“, sowie Mitwirkung bei „Punk & Polizei“)